# Metopia inermis
Metopia inermis är en tvåvingeart som beskrevs av Allen 1926. Metopia inermis ingår i släktet Metopia och familjen köttflugor. Inga underarter finns listade i Catalogue of Life.